# Devon (Canada)
Devon is een plaats (town) in de Canadese provincie Alberta en telt 6256 inwoners (2006).